# Sandsjön (Traryds socken, Småland)
Sandsjön är en sjö i Markaryds kommun i Småland och ingår i Lagans huvudavrinningsområde.